# Turistická značená trasa 8602
 Turistická značená trasa č. 8602 měří 5,9 km; spojuje rozcestí Horáreň Blatná v Lubochnianské dolině a rozcestí Močidlo - hotel Smerkovica v severní části pohoří Velké Fatry na Slovensku.

## Průběh trasy
Od rozcestí Horáreň Blatná stoupá táhle údolím potoka Blatné k přírodní památce hraděnému jezeru Blatné a dále až na Ružomberský hřeben Velké Fatry k rozcestí Močidlo - hotel Smerkovica.
| Km  | Místo                      | Navazující a křižující trasy | Souřadnice                       | Nadm. výška  |
| --- | -------------------------- | ---------------------------- | -------------------------------- | ------------ |
| 0,0 | Horáreň Blatná             | 0858                         | 49°0′34″ s. š., 19°8′40″ v. d.   | 665 m n. m.  |
| 1,9 | Jazero                     |                              | 49°0′7″ s. š., 19°9′55″ v. d.    | 800 m n. m.  |
| 5,9 | Močidlo - hotel Smerkovica | 2705, 5600                   | 48°59′32″ s. š., 19°11′56″ v. d. | 1310 m n. m. |

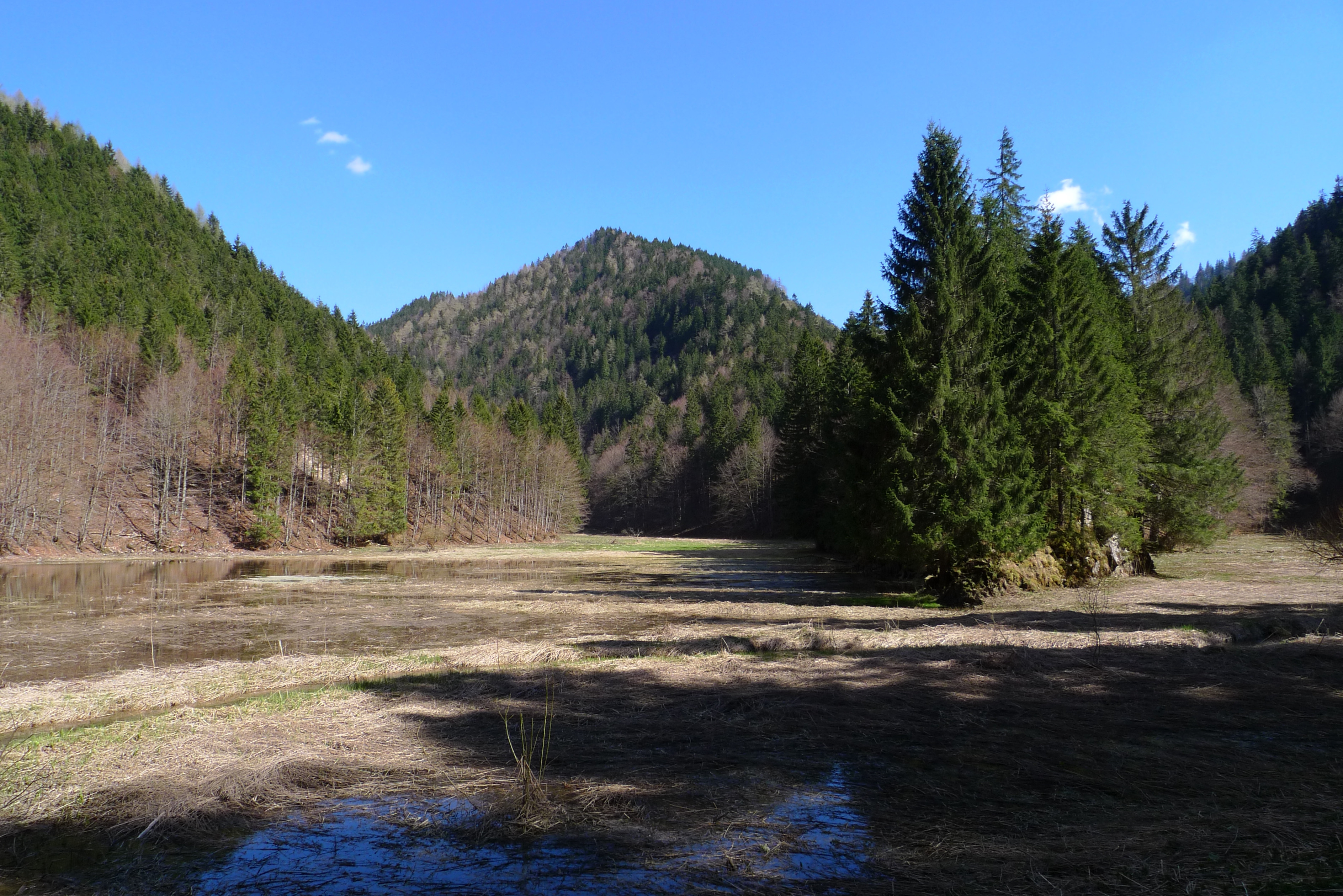
jezero Blatné
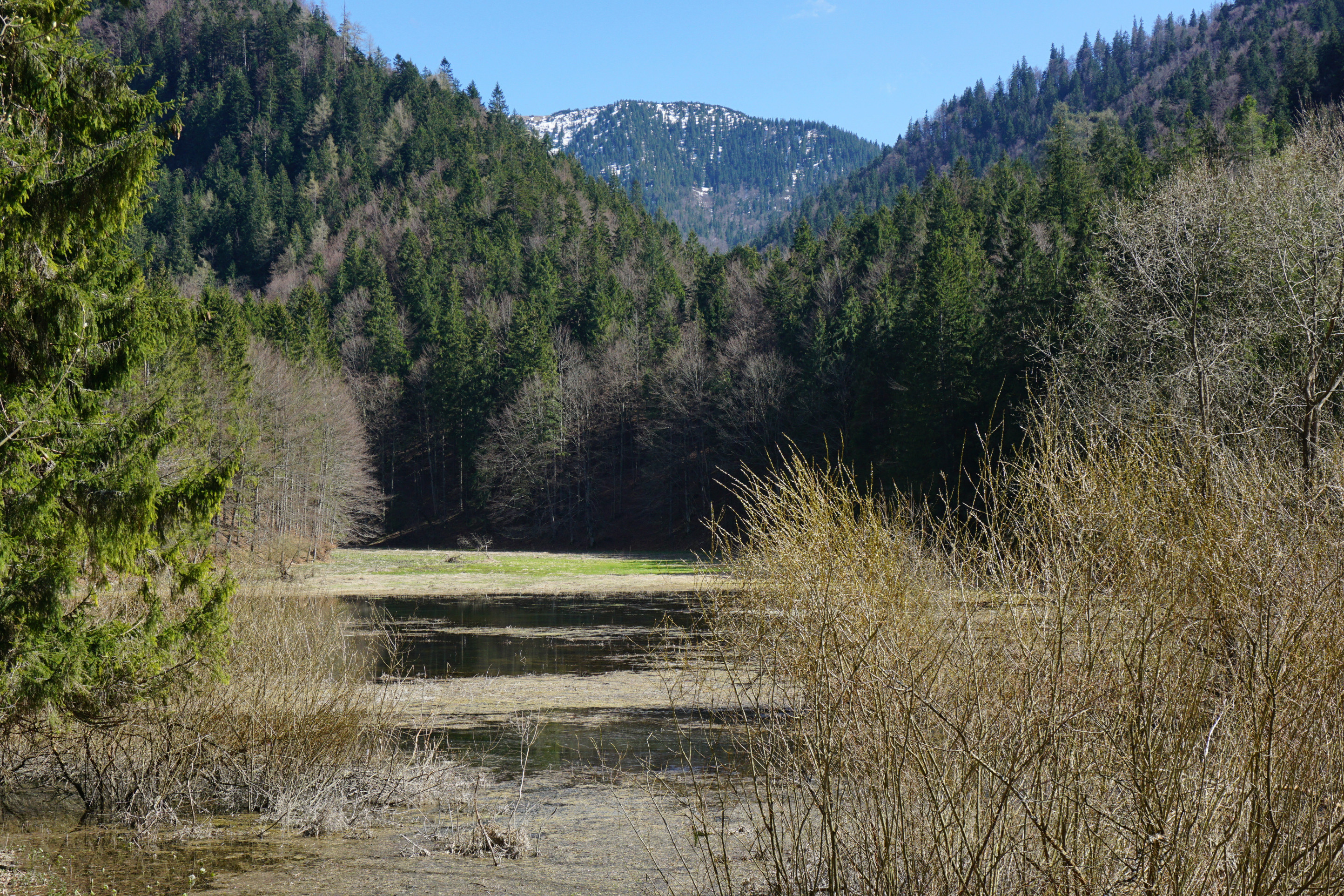
jezero Blatné